# Tallava
Tallava ist ein Musikgenre aus dem Kosovo und eine albanischsprachige Variante des Turbo-Folks. Es vermischt albanische Musik stark mit Roma-Musik und orientalischen Elementen der griechischen, türkischen, bulgarischen und arabischen Musik.
Der Musikstil wurde insbesondere von den Aschkali, einer Untergruppe der Roma, geprägt. Diese Volksgruppe war zwar sozial benachteiligt und diskriminiert, jedoch im Musikwesen sehr gefragt. Tallava ist heute im Kosovo, in Albanien und in Nordmazedonien bei sowohl der albanischen, als auch der nicht-albanischen Bevölkerung, akzeptiert und beliebt.
Zu heute bekannten Tallava-Stil-Sängern gehören Sinan Hoxha, Mehedin Përgjegjaj und Bajram Gigolli.